# Ecolo
Ecolo is een Franstalige en Duitstalige, groene politieke partij in België. De naam is officieel een letterwoord dat staat voor "Ecologistes Confédérés pour l'Organisation de Luttes Originales" (Groenen Verenigd voor de Organisatie van Originele Acties), maar is in feite de verkorting van "Ecologie" of "Ecologisten".
De partij behaalde bij de verkiezingen in 1999 18% van de Waalse stemmen en 14% in het Brussels Hoofdstedelijk Gewest. Ecolo nam deel aan de federale regering-Verhofstadt I (1999–2003), is een zusterpartij van het Vlaamse Groen en is lid van de Europese Federatie van Groene Partijen.
In het Brussels Hoofdstedelijk Gewest en in de federale regering had Ecolo conflicten met de andere regeringspartijen, onder meer over de geluidsnormen voor en de hoeveelheid nachtvluchten vanaf Brussels Airport boven de stad Brussel, in het bijzonder de meer door Franstaligen bewoonde zuidrand.
Bij de regionale en Europese verkiezingen van 7 juni 2009 maakte Ecolo een grote sprong voorwaarts. In het Waalse gewestparlement groeide de partij van 3 naar 14 zetels, en in het Brussels parlement van 7 naar 16 zetels. Bij de verkiezingen van 2014 verloor de partij echter weer een aantal zetels.
Ecolo en Groen werken altijd nauw samen. Een voorbeeld is de gemeenschappelijke nieuwjaarsreceptie in 2019.
Het voorzitterschap van de partij is in handen van twee personen: één vrouw en één man. Bovendien moet een van hen uit het Brussels Hoofdstedelijk Gewest komen en de andere uit Wallonië. Sinds juli 2024 zijn de Waal Samuel Cogolati en de Brusselse Marie Lecocq co-voorzitters van Ecolo.

## Politiek gedachtegoed
Ecolo is een politieke partij die een beleid van duurzame ontwikkeling promoot, gericht op het behoud van het milieu en de bestrijding van klimaatverandering, in het belang van de huidige en toekomstige generaties. De partij streeft naar een meer democratische en inclusieve samenleving door nieuwe politieke praktijken aan te moedigen en de deelname van burgers te versterken in een model van participatiedemocratie.

## Partijleiders
| Federale secretarissen / Voorzitters | Periode                             | Opmerkingen |
| --- | ----------------------------------- | --- |
| Paul Lannoye, Philippe Defeyt, Jean-François Lecocq, Henri Hoffait en Robert Van Wassenhoven                                                 | 18 april 1980 – 10 april 1981       | Federale secretarissen. |
| Paul Lannoye, Philippe Defeyt, Jean-Luc Roland, Henri Hoffait en Robert Van Wassenhoven                                                      | 10 april 1981 – 16 mei 1982         | |
| Paul Lannoye, Georges Dutry, Jacques Vranken, Olivier Bribosia, Philippe Defeyt, Luc Karkan, Georges Minguet, Marthe Pierquin en Rudi Winzen | 16 mei 1982 – 30 april 1983         | Georges Minguet nam in november 1982 ontslag, in januari 1983 gevolgd door Luc Karkan. In februari 1983 volgde Jacques Vranken hun voorbeeld.      |
| Paul Lannoye, Philippe Defeyt, Olivier Bribosia, Daniel Comblin, Pierre Denis, Eric Picard, Marthe Pierquin, Rudi Winzen en Louis Wyckmans   | 30 april 1983 – 1 mei 1984          | In oktober 1983 nam Eric Picard ontslag, hij werd op 17 maart 1984 vervangen door Michel Horenbeek.                                                |
| Cécile Delbascourt, Fabrice Lantair, Michel Somville, Olivier Bribosia, Frédéric Janssens, Rudi Winzen en Louis Wyckmans                     | 1 mei 1984 – 29 april 1985          | Op 20 juli 1984 werden Benoît Labaye en Jean-Luc Roland verkozen tot bijkomende federale secretarissen.                                            |
| Paul Lannoye, Cécile Delbascourt, Myriam Keenens, Philippe Defeyt, Frédéric Janssens, Jacques Preumont en Michel Somville                    | 29 april 1985 – 22 februari 1986    | Op 29 november 1985 dienden Paul Lannoye, Philippe Defeyt, Myriam Keenens en Michel Somville hun ontslag in als federaal secretaris.               |
| Jean-Pierre Viseur, Frédéric Janssens en Myriam Keenens                                                                                      | 22 februari 1986 – 11 mei 1986      | Op 25 april 1986 werd Jean-Claude Sadoine verkozen tot bijkomend federaal secretaris.                                                              |
| Paul Lannoye, Jacky Morael, Jean-Claude Sadoine, Daniel Comblin en Martine Dardenne                                                          | 11 mei 1986 – 14 december 1986      | |
| Paul Lannoye, Jacky Morael, Henri Simons, Daniel Comblin en Martine Dardenne                                                                 | 14 december 1986 – 20 maart 1988    | Henri Simons werd op 23 oktober 1987 vervangen door Pierre Jonckheer en Paul Lannoye werd op 15 januari 1988 vervangen door Georges Trussart.      |
| Jacky Morael, Martine Dardenne, Pierre Jonckheer, Marie Nagy en Georges Trussart                                                             | 20 maart 1988 – 29 april 1990       | Op 25 augustus 1989 werden Martine Dardenne en Marie Nagy vervangen door Marcel Cheron en Bruno Thiéry.                                            |
| Jacky Morael, Marcel Cheron, Claude Adriaen, Salvatore Miraglia en Didier Paternotte                                                         | 29 april 1990 – 10 mei 1992         | Jacky Morael en Marcel Cheron werden op 13 december 1991 vervangen door Daniel Burnotte en Vincent Decroly.                                        |
| Daniel Burnotte, Vincent Decroly, Anne-Marie Latteur en Roland Libois                                                                        | 10 mei 1992 – 23 april 1994         | Op 26 juni 1992 werd Gérard Lambert verkozen als bijkomend federaal secretaris. Roland Libois werd op 15 oktober 1993 vervangen door Denise Nélis. |
| Jacky Morael, Isabelle Durant en Dany Josse                                                                                                  | 23 april 1994 – 28 november 1999    | Op 21 februari 1997 werd Dany Josse vervangen door Jean-Luc Roland. Morael, Durant en Roland werden op 29 maart 1998 herkozen.                     |
| Philippe Defeyt, Brigitte Ernst en Jacques Bauduin                                                                                           | 28 november 1999 – 7 juli 2002      | |
| Philippe Defeyt, Marc Hordies en Evelyne Huytebroeck                                                                                         | 7 juli 2002 – 6 juli 2003           | |
| Jean-Michel Javaux, Evelyne Huytebroeck en Claude Brouir                                                                                     | 6 juli 2003 – 21 oktober 2007       | Op 16 juli 2004 werd Evelyne Huytebroeck vervangen door Isabelle Durant.                                                                           |
| Jean-Michel Javaux en Isabelle Durant | 21 oktober 2007 – 20 november 2009  | Covoorzitters. |
| Jean-Michel Javaux en Sarah Turine | 20 november 2009 – 5 maart 2012     | |
| Olivier Deleuze en Emily Hoyos | 5 maart 2012 – 22 maart 2015        | |
| Zakia Khattabi en Patrick Dupriez | 22 maart 2015 – 9 november 2018     | |
| Zakia Khattabi en Jean-Marc Nollet | 9 november 2018 – 15 september 2019 | |
| Jean-Marc Nollet en Rajae Maouane | 15 september 2019 – 13 juli 2024    | |
| Samuel Cogolati en Marie Lecocq | 13 juli 2024 - heden                | |

## Politieke mandaten

### Europees niveau
In het Europees Parlement heeft Ecolo een zetel:
- Saskia Bricmont

### Federaal niveau

#### Wetgevende macht

##### Kamer van volksvertegenwoordigers
In de Kamer van volksvertegenwoordigers heeft Ecolo twee zetels:
- Rajae Maouane
- Sarah Schlitz (fractievoorzitter)

##### Senaat
Ecolo heeft een senator:
- Hajib El Hajjaji

### Waals Gewest

#### Wetgevende macht
In het Waals Parlement heeft de partij vijf zetels:
- Veronica Cremasco
- Stéphane Hazée (fractievoorzitter)
- Bénédicte Linard
- Freddy Mockel
- Céline Tellier

### Franse Gemeenschap

#### Wetgevende macht
In het Parlement van de Franse Gemeenschap heeft Ecolo zeven zetels:
- Veronica Cremasco
- Margaux De Ré
- Hajib El Hajjaji
- Stéphane Hazée
- Bénédicte Linard (fractievoorzitter)
- Matteo Segers
- Céline Tellier

### Brussels Hoofdstedelijk Gewest

#### Uitvoerende macht
| Brusselse regering Vervoort III | Brusselse regering Vervoort III | Brusselse regering Vervoort III                                    |
| Functie                         | Naam                            | Bevoegdheid                                                        |
| ------------------------------- | ------------------------------- | ------------------------------------------------------------------ |
| Minister                        | Alain Maron                     | Klimaattransitie, Leefmilieu, Energie en Participatieve Democratie |
| Staatssecretaris                | Barbara Trachte                 | Economische Transitie en Wetenschappelijk Onderzoek                |

#### Wetgevende macht
In het Brussels Hoofdstedelijk Parlement telt Ecolo zeven mandatarissen:
- Margaux De Ré
- Zakia Khattabi (fractievoorzitter)
- John Pitseys
- Matteo Segers
- Kalvin Soiresse Njall
- Farida Tahar
- Hicham Talhi

### Duitstalige Gemeenschap
In het Parlement van de Duitstalige Gemeenschap heeft Ecolo twee verkozenen:
- Fabienne Colling (fractievoorzitter)
- Andreas Jerusalem

### Lokaal niveau

#### Provincieraadsleden
- Sophie Agapitos
- Tessa Bwandinga
- Julie Chanson
- Vanessa Colignon
- Delphine de Sauvage
- Hugues Doumont
- Murielle Frenay
- Céline Innocent
- Philippe Lasne
- Marc Magnery
- Youri Martin
- Hélène Morciaux
- Thomas Nagant
- Bénédicte Rochet
- Jean-Pierre Wilvers

#### Burgemeesters
Ecolo heeft drie burgemeesters in de 280 Waalse, Brusselse en Duitstalige gemeenten in België:
- Manu Disabato (Frameries)
- Jean-Marc Monin (Momignies)
- Alexandre Visée (Yvoir)